# マジャル人

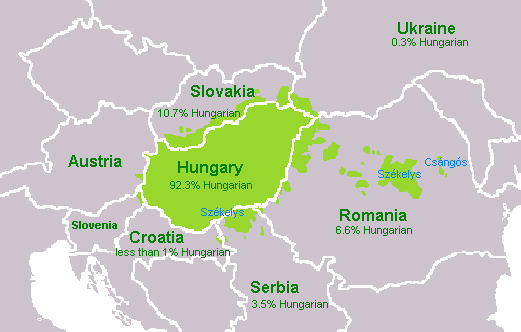
マジャル人の分布及び割合

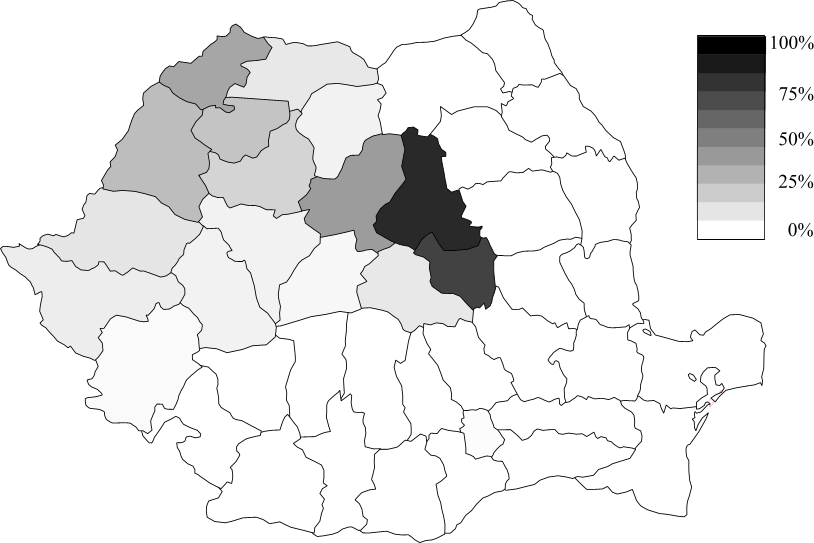
ルーマニアにおけるマジャル人の割合

旧ユーゴスラビアの民族分布（2008年）。ハンガリーと接する地域の、青色の地域が旧ユーゴスラビアのハンガリー人。

マジャル人の移動の歴史

マジャル人（マジャルじん、ハンガリー語: magyarok）は、国家としてのハンガリーと歴史的に結びついた民族。日本語の表記ゆれによっては、マジャール人とも呼ばれる。ハンガリー語では「ハンガリー（マジャル）人」は単数形が magyar [ˈmɒɟɒr]（マジャル）、複数形が magyarok [ˈmɒɟɒrok]（マジャロク）。「ハンガリー民族」が  magyarság [ˈmɒɟɒrʃɑ̈ːɡ]（マジャルシャーグ）または magyar nép [ˈmɒɟɒr ˌne̝ːp]（マジャル・ネープ）。

## 概略
かつてはモンゴル系遊牧民の流れを汲むという説があったため、古い資料にはこの名前ではなく「モンゴル系ハンガリア（ハンガリー）人」と呼ばれていた、そのため「マジャル」はペルシア語のムガルの語源である「モンゴル」が転訛した呼称の場合があるという。
固有の言語はウラル語族のうちウゴル諸語に属するハンガリー語（マジャル語）であり、現在の人種はコーカソイドであり、民族としてはテュルク系諸族（バシキール人、オグール（オノグル・ブルガル人）、クマン人など）とイラン系（ペルシア系）をはじめドイツ系（オーストリア人）とラテン系（ルーマニア人、イタリア人の一部）の一部とギリシャ人、スラヴ人（西スラヴ人、南スラヴ人）とユダヤ系（アシュケナジム）などが複雑に混じっている。
ファシズムの研究で知られるオックスフォード・ブルックス大学のロジャー・グリフィンは、「ハンガリーはアジア系のマジャル人が建国し、独特の言語を持っている。オスマン帝国、オーストリア帝国、旧ソ連の圧力を受けてきた。ハンガリーはEUの中の孤島だ」と述べている。
他のウラル系民族と異なり、上記のようにテュルク系諸族と混血が多く、騎馬遊牧民（騎馬民族）を主とする生業を起源としていた。

## 分布
マジャル人の総人口は約1450万人で、そのうちハンガリーには約950万人（2001年）のマジャル人が居住している。彼らは、およそ1000年間にわたり存在していたハンガリー王国の主要民族であったが、トリアノン条約による領土の分割の結果、多くのマジャル人がハンガリー周辺諸国の少数民族として生活しており、その内訳はルーマニアのトランシルヴァニア地方の大部分とワラキア地方の一部をあわせての144万人をはじめとして、スロバキアの52万人、セルビアのヴォイヴォディナ自治州に29万人、ウクライナおよびロシアの17万人、オーストリアの4万人、クロアチアの1万6000人、チェコの1万5000人、そしてスロベニアの1万人となっている。また、マジャル人を祖先にもつ民族集団は世界の様々な地域（例えばアメリカ合衆国に140万人）に居住しているが、ハンガリー語及びハンガリーの文化や伝統を現在も保持している人々は少数にすぎない。

## 起源
一般的にはマジャル人の起源は以下のように説明される。当時のマジャル人はニェーク・メジェル・キュルト・ジャルマト・タリャーン・イェーネ・ケール・ケスィなどの有力8部族に分かれていた。
マジャル人はウラル山脈の中南部の草原で遊牧を営み、5世紀ころからアゾフ海北岸付近でテュルク系のオグール（ブルガール人の祖）と混合を繰り返した。9世紀ごろになると東ヨーロッパにむけて、集団移動を開始して、西方の黒海北岸に到達した。さらにロシア南部のヴォルガ川南岸を拠点とした大首長（ジュラ）アールパードは名誉最高首長（ケンデ）クルサーンとともにマジャル人を率いてハンガリー平原に移住し、その後、彼らは生活圏を広げた。アールパードはアールパード家の祖となった。
955年にアールパードの孫タクショニュが、レヒフェルトの戦いにおいてオットー1世に敗れると、タクショニュは今までの部族の宗教だった自然崇拝を廃止し、ハンガリーの繁栄のためにキリスト教化政策を進め、とくにカトリックを普及させて、ハンガリー平原に統一国家を建設するに至った。10世紀後半には、タクショニュの孫イシュトヴァーン1世は本格的にキリスト教（カトリック）に改宗し、ローマ教皇からハンガリー王の戴冠を受け、ハンガリー王国が成立した。
同時に「マジャル人」は歴史的に多くの民族の影響を受けて、上記のように混血を重ねている。ドハーニ街シナゴーグに代表されるユダヤ教改革派は、ユダヤ教徒のハンガリー人である。

## 文化性
バルトーク・ベーラ（姓・名の順、以下同様）作曲・バラージュ・ベーラ（ユダヤ系）脚本のオペラ「青髭公の城」は、サボー・イシュトヴァーン監督、ショルティ・ジェルジ（ゲオルク・ショルティ）参加の映画化が決定されていた（ショルティは死去する）。サボーはショルティに「ハンガリーに優れた音楽家が生まれるのはなぜか」と聞かれ、「マジャル性とユダヤ性との混交、そこにハンガリー音楽の特性がある」と述べている。チャールダーシュという言葉を初めに使ったロージャヴェルジ、トランシルバニア民謡を採集しバルトークを引き継いだリゲティもユダヤ系ハンガリー人であった。また、バルトークは純粋なハンガリー民謡のみならず、当時のハンガリー王国内に居住していた様々な民族の民謡を採集し、作曲の素材として用いている。そうした多民族性は、ハンガリー音楽・文化を解く重要な鍵としている。

## 言語
印欧諸語を言語とする周辺民族と異なり、アジアとヨーロッパの境目地域を原住地とするマジャル人はウラル語系に属するウゴル系語のハンガリー語（マジャル語）を言語とする。

## 人種・遺伝子
マジャル人の人種としては、上記のように、様々な多民族の混血で構成されている。
遺伝子としては、コーカソイドをベースとしたタイプとして、ロシア人などと同様にハプログループR1a (Y染色体)が最多であり、ヨーロッパ各地に広くみられるハプログループI (Y染色体)や、民族的に親近関係にあるバシキール人と同様にY染色体ハプログループR1bの遺伝子もほぼ高～中頻度で見られる。
以下は、433人の調査によるマジャル人のY-DNAの割合である（2017年5月29日現在）。
- 26.1% R1a
- 19.2% R1b
- 16.9% I2
- 8.3% I1
- 8.1% J2
- 6.9% E1b1b1
- 6.9% G2a
- 3.2% N
- 2.3% Q
- 0.9% T
- 0.5% J1
- 0.2% L
- 0.2% C

## 外部リンク

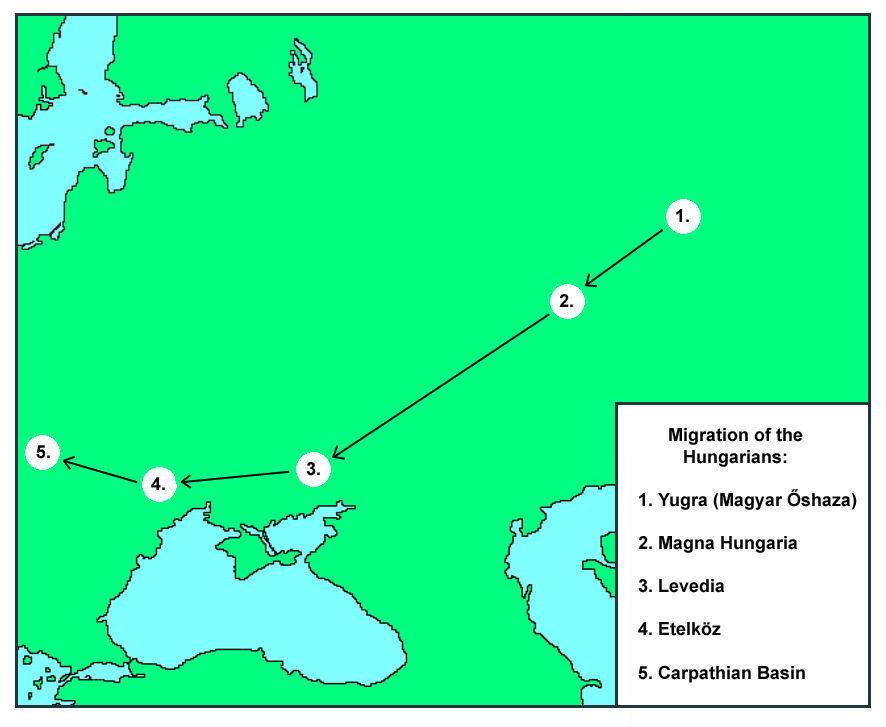
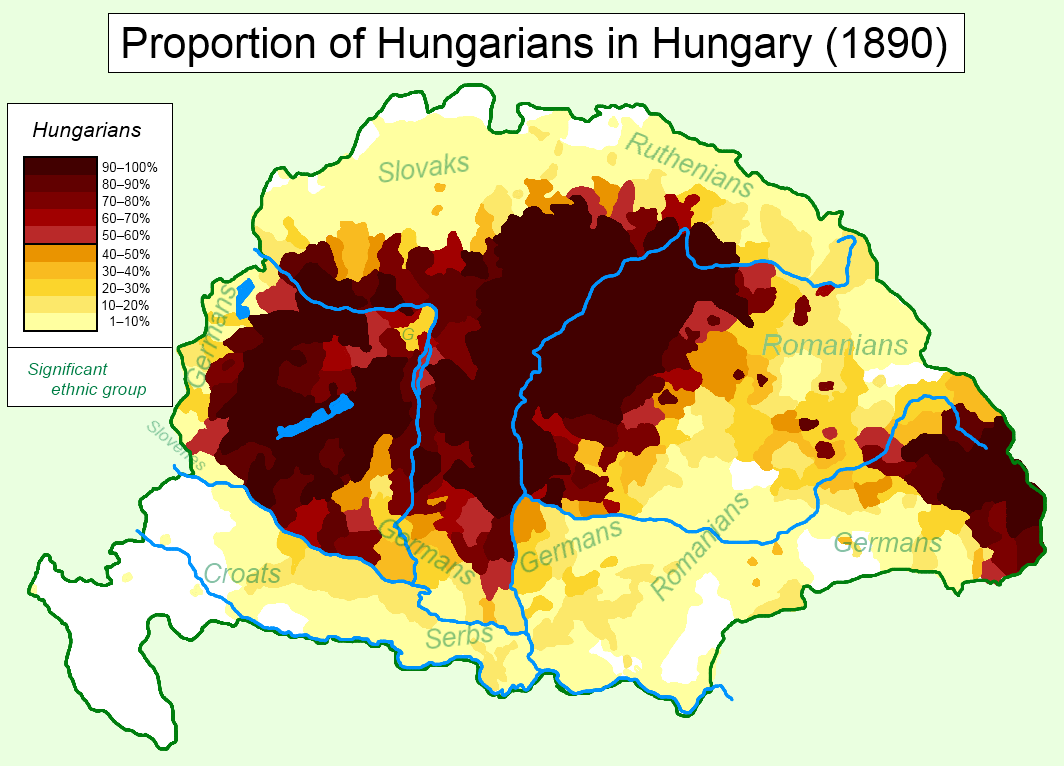
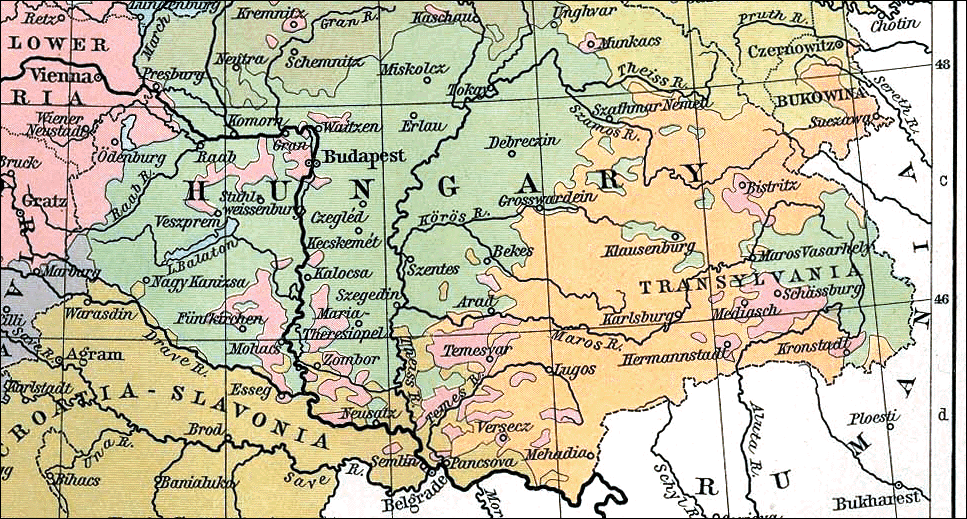
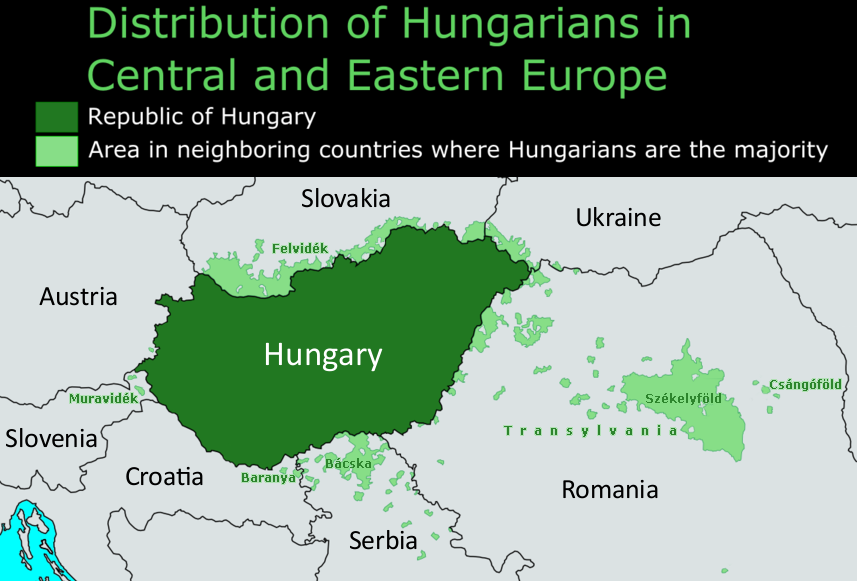